# Massacre de Rawagede
Le massacre de Rawagede a été commis le 9 décembre 1947 par l’Armée royale des Indes néerlandaises dans le village de Rawagede, dans le kabupaten de Karawang, dans la province indonésienne de Java occidental. Selon le Comité Nederlandse Ereschulden ("comité dettes d'honneur néerlandaises"), 431 hommes auraient été assassinés à Rawagede. En 1969, le gouvernement néerlandais ne reconnaissait que 150 morts.
En septembre 2008, neuf familles de survivants ont lancé une procédure à l’encontre de l’État néerlandais pour obtenir réparation. Le 14 septembre 2011, le tribunal civil de La Haye a jugé le gouvernement néerlandais coupable et l'a condamné à indemniser les veuves des victimes, sans que le montant n'en soit fixé par ce même jugement.
Cet événement a inspiré un poème de l'écrivain indonésien Chairil Anwar, Antara Karawang dan Bekasi ("entre Karawang et Bekasi").

## Déroulement des événements

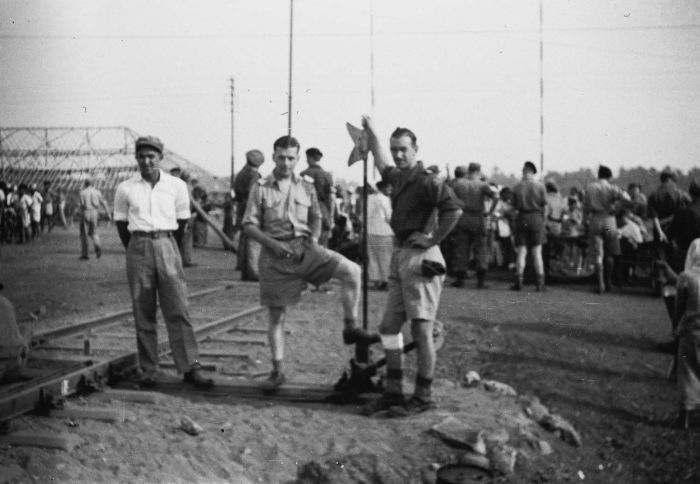
Soldats de la 1re division "7 Décembre"

Dans la région de Karawang dans l'ouest de Java, avant que ne soit signé l'accord du Renville, des soldats de la 1re division "7 décembre" (Eerste Divisie 7 December) de l'armée néerlandaise, qui fait partie d'un corps expéditionnaire envoyé par les Pays-Bas, effectuent une opération de nettoyage d'unités de la TNI (l'armée indonésienne) et de milices qui continuent de s'opposer à l'armée néerlandaise. Les unités engagées sont le détachement 3-9 RI, la 1re compagnie de parachutiste et la 12e compagnie du génie. L'armée néerlandaise poursuit notamment le capitaine Lukas Kustario, qui commande une compagnie de la division Siliwangi, qui a à plusieurs reprises attaqué des patrouilles et des postes militaires néerlandais. En outre, diverses milices, ainsi que des éléments incontrôlés et des bandes de pillards, sillonnaient la région de Rawagede.
Le 9 décembre 1947, un jour après le début des négociations qui se tiennent entre la république d'Indonésie et les autorités néerlandaises à bord de l'USS Renville, des soldats néerlandais dirigées par un commandant encerclent le village de Rawagede et fouillent les maisons une par une. Ils ne trouvent aucune arme. Ils forcent alors les habitants à sortir de leurs maisons et les réunissent sur un terrain. Ils ordonnent aux hommes de se mettre en rang et les interrogent sur les positions des combattants indonésiens. Les villageois ne répondent pas.
Le commandant donne alors l'ordre d'abattre tous les hommes, y compris les adolescents. Quelques-uns parviennent à se réfugier dans les bois, bien que blessés par des balles. Le seul homme rescapé, Saih, qui a 83 ans en 2008, raconte que lui, son père et une vingtaine d'hommes avaient reçu l'ordre de s'aligner. Les soldats néerlandais ont alors ouvert le feu avec leurs armes automatiques. Son père est tombé. Lui–même a reçu des balles au bras, est tombé et a feint d'être mort. Dès qu'il a pu, il s'est enfui. 431 habitants de Rawagede auraient péri, peut-être plus si l'on tient compte du fait qu'il pleuvait et que des corps ont été emportés par la rivière.

## Voir également
- Massacre de Rengat

## Source
- NRC Handelsblad, 10 décembre 2008